# Donald Sutherland
Pour les articles homonymes, voir Sutherland et Donald Sutherland (homonymie).
Donald Sutherland, né le 17 juillet 1935 à Saint-Jean (Nouveau-Brunswick) et mort le 20 juin 2024 à Miami (Floride), est un acteur canadien.
Rendu célèbre par des films tels que Les Douze Salopards (1967), MASH et De l'or pour les braves (1970), il a une carrière qui s'étend sur près de soixante-dix ans. Parmi ses rôles marquants, on peut citer Klute (1971), Le Jour du fléau (1975), Le Casanova de Fellini et 1900 (1976), L'Invasion des profanateurs (1978), Des gens comme les autres (1980), Une saison blanche et sèche (1989), Lock Up (1989), Backdraft (1991), JFK (1991), Outbreak (1995), Sans limites (1998), Space Cowboys (2000) et Orgueil et Préjugés (2005). Dans les années 2010, il interprète le président Snow dans la série de films Hunger Games.
Nommé officier de l'Ordre du Canada en 1978 puis compagnon en 2019 et commandeur de l'ordre des Arts et des Lettres en France en 2012, il a également reçu de nombreuses distinctions cinématographiques, dont un Primetime Emmy, deux Golden Globes et un Critics' Choice Television Award, ainsi qu'un Oscar d'honneur en 2017.
Il est le père des acteurs Kiefer, Rossif et Angus Sutherland.

## Biographie

### Jeunesse et études
Donald McNichol Sutherland naît le 17 juillet 1935 à Saint-Jean, au Nouveau-Brunswick. Son père est Frederick McLea Sutherland (1894–1983) et sa mère, Dorothy Isobel McNichol (1892–1956). Son père est commerçant. D'ascendances écossaise, allemande et anglaise, la famille vit dans une ferme à Lakeside avant de déménager pour Bridgewater, en Nouvelle-Écosse, où le jeune Donald Sutherland passe son adolescence. Son enfance est néanmoins marquée par quelques maladies graves, dont une hépatite et la poliomyélite.
Il obtient son premier travail à temps partiel à l'âge de 14 ans en tant que correspondant local pour la chaîne de radio CKBW. Après des études à la Bridgewater High School, il entre à l'université de Victoria, affiliée à l'université de Toronto, où il obtient des diplômes en ingénierie et en art dramatique. Il fait également partie de la troupe de théâtre « UC Follies » à Toronto.
Encouragé par un critique local, Herb Whitaker, qui tenait alors la chronique théâtrale du Toronto Globe and Mail, il s'inscrit en 1957 à la Royal Academy of Dramatic Art de Londres, puis passe un an et demi au Perth Repertory Theatre en Écosse. Il se produit dans de nombreux théâtres au Royaume-Uni, avant de donner la réplique à Rex Harrison et Rachel Roberts dans la pièce August for the People.

### Carrière
Donald Sutherland apparaît dans quelques petits rôles à la télévision britannique avant de décrocher son premier rôle au cinéma en 1964 dans un film d'horreur italien, Le Château des morts-vivants, aux côtés de Christopher Lee. C'est le début d'une carrière foisonnante et mouvementée, qui le verra alterner cinéma (il se voit confier son premier grand rôle par Robert Aldrich dans Les Douze Salopards), le théâtre et la télévision (dans Le Saint, Chapeau melon et bottes de cuir ou le téléfilm The Death of Bessie Smith). Le grand public le découvre véritablement en 1970 grâce à l'immense succès obtenu par la comédie MASH, primée au Festival de Cannes, dans laquelle il tient le rôle du Dr Ben Hawkeye Pierce, un médecin sarcastique au cœur de la guerre de Corée.

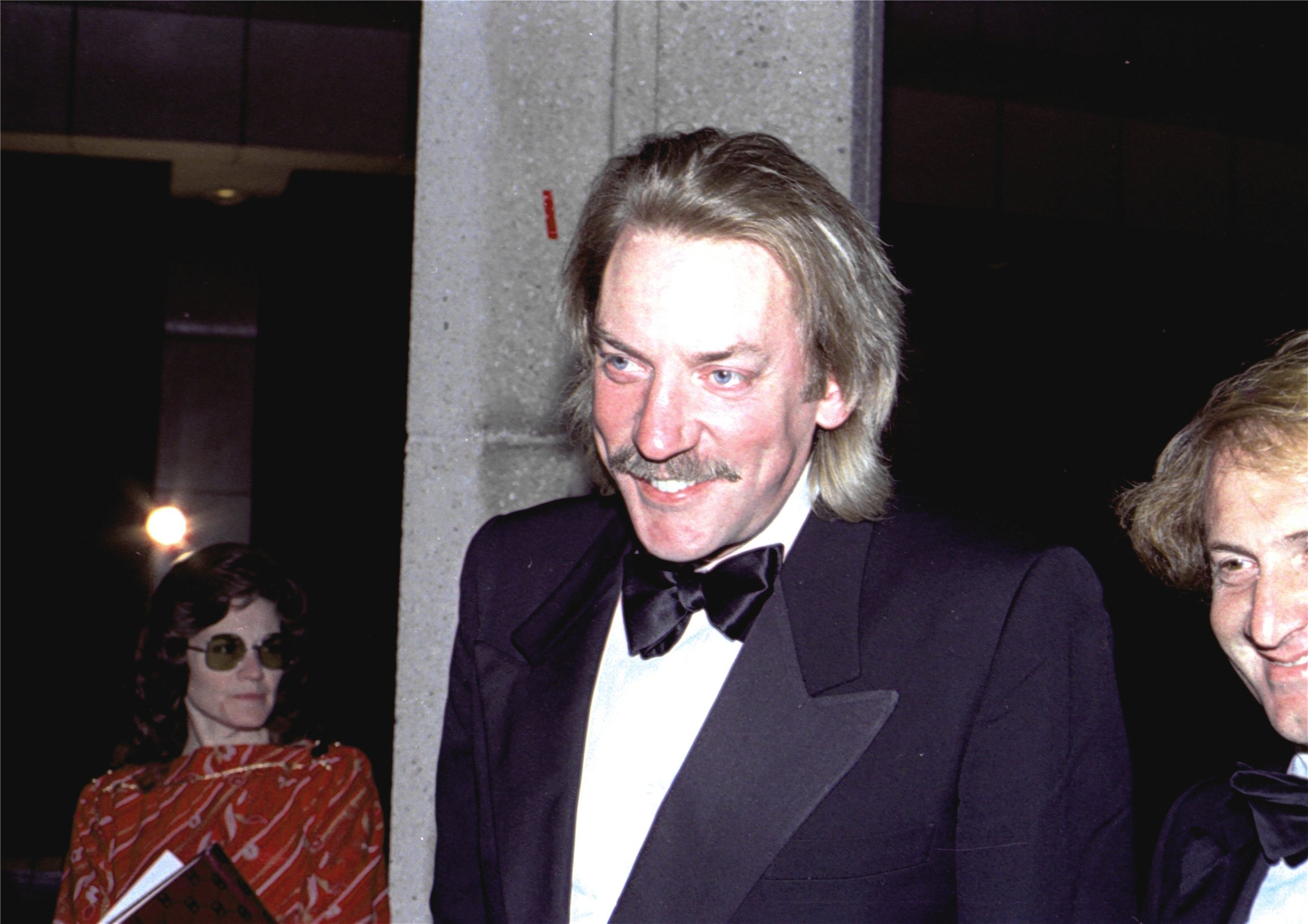
Donald Sutherland en 1981.

C'est le rôle de l'inspecteur dans Klute qui l'impose définitivement. À cette époque, Donald Sutherland soutient Jane Fonda dans sa campagne contre la guerre du Vietnam, et, dans ce cadre, participe au scénario et à la réalisation de F.T.A. (en) (sigle pour Free The Army) en 1972, un documentaire pacifiste de Francine Parker (en). Ensuite, toujours très prolifique, ce comédien au physique imposant (1,91 m), accumule d'importants rôles de composition.
La critique l'acclame en 1975 pour ses interprétations dans 1900 de Bernardo Bertolucci, avec Robert De Niro et Gérard Depardieu, et surtout dans le rôle-titre du Casanova de Federico Fellini en 1976, puis dans Des gens comme les autres en 1980 avec Mary Tyler Moore et Timothy Hutton.
Pour son interprétation du colonel Mikhaïl Fetisov dans Citizen X (1995), il reçoit le Primetime Emmy Award du meilleur acteur dans un second rôle. Il joue Adam Czerniaków dans 1943, l'ultime révolte (2001), et Clark Clifford dans Sur le chemin de la guerre (2002) remportant le Golden Globe du meilleur acteur dans un second rôle dans une série, une mini-série ou un téléfilm. En 2005, il obtient le rôle de l'antagoniste dans la série Commander in Chief qui lui vaut une nomination au Golden Globes dans la catégorie meilleur acteur dans un second rôle dans une mini-série ou un téléfilm.

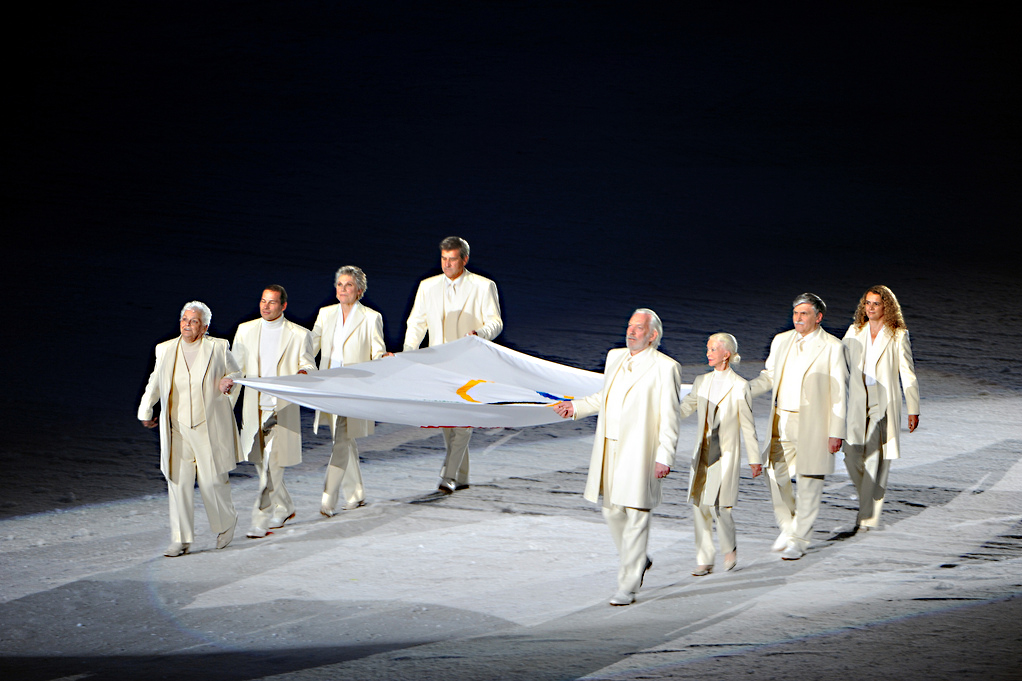
Donald Sutherland (le 1er dans la colonne de droite) et d'autres personnalités canadiennes portant le drapeau olympique des Jeux olympiques d'hiver de 2010 à Vancouver.

Le 12 février 2010, il est l'un des huit porteurs du drapeau olympique lors de la cérémonie d'ouverture des Jeux de Vancouver au Canada.
En mars 2012, il joue le rôle du démoniaque président de Panem, Coriolanus Snow dans l'adaptation du roman de Suzanne Collins Hunger Games, rôle qu'il interprète ensuite tout au long de la saga.
En 2016, il est membre du jury du Festival de Cannes sous la présidence de George Miller aux côtés des actrices Kirsten Dunst et Valeria Golino, de la chanteuse Vanessa Paradis, de la productrice Katayoun Shahabi, de l'acteur Mads Mikkelsen et des réalisateurs Arnaud Desplechin et László Nemes.
Bien qu'il ait reçu de nombreux prix et récompenses au cours de sa carrière, il est l'un des acteurs importants à n'avoir jamais reçu de nomination aux Oscars,,. En 2017, il est néanmoins gratifié d’un Oscar d'honneur.

### Mort
Donald Sutherland meurt le 20 juin 2024 à Miami en Floride, à l'âge de 88 ans, des suites d'une longue maladie.

### Vie privée
Donald Sutherland a été marié trois fois :
- de 1959 à 1966 avec Lois May Hardwick, rencontrée à l'université ; le couple divorce en 1966 sans avoir d'enfant ;
- de 1966 à 1971 avec l'actrice canadienne Shirley Douglas, avec qui il a des jumeaux : Rachel et Kiefer, nés en 1966 ;
- de 1972 à sa mort avec l'actrice canadienne Francine Racette, avec qui il a trois enfants[2],[3] : Roeg (né en 1974), Rossif (né en 1978) et Angus (né en 1982).

Donald Sutherland n'a pas de lien familial avec le banquier écossais, fondateur de la HSBC, Thomas Sutherland[source insuffisante].

## Filmographie

### Années 1960
- 1963 : The World Ten Times Over (en) de Wolf Rilla : l'homme dans la boîte de nuit (non-crédité au générique)
- 1964 : Le Château des morts-vivants (Il castello dei morti vivi) de Luciano Ricci et Lorenzo Sabatini : le sergent Paul/le sorcier/le vieil homme
- 1965 : Aux postes de combat (The Bedford incident) de James B. Harris : l'infirmier de bord Nerney
- 1965 : Le Train des épouvantes (Dr. Terror's house of horrors), segment Le Vampire) de Freddie Francis : le docteur Bob Carroll
- 1965 : Fanatic de Silvio Narizzano : Joseph
- 1966 : Promise Her Anything d'Arthur Hiller : le chasseur d'autographes
- 1967 : La Malédiction des Whateley (The Shuttered Room) de David Greene : Zébulon (voix)
- 1967 : Les Douze Salopards (The Dirty dozen) de Robert Aldrich : Vernon Pinkley
- 1967 : Un cerveau d'un milliard de dollars (Billion dollar brain) de Ken Russell : le scientifique du superordinateur
- 1968 : Les Filles du code secret (Sebastian) de David Greene : Ackerman
- 1968 : Joanna de Mike Sarne (en) : Lord Peter Sanderson
- 1968 : Interlude (en) de Kevin Billington : Lawrence
- 1968 : Œdipe Roi (en) (Oedipus the King) de Philip Saville : le chef du chœur
- 1968 : Le crime, c'est notre business (The Split) de Gordon Flemyng : Dave Negli

### Années 1970
- 1970 : MASH   de Robert Altman : le capitaine Benjamin Franklin « Œil-de-Lynx » Pierce
- 1970 : Commencez la révolution sans nous (Start the Revolution without me) de Bud Yorkin : les jumeaux Pierre et Charles
- 1970 : De l'or pour les braves (Kelly's heroes) de Brian G. Hutton : Oddball dit « le Cinglé »
- 1970 : Act of the Heart de Paul Almond : le père Michael Ferrier
- 1970 : Alex in Wonderland de Paul Mazursky : Alex Morrison
- 1971 : Petits meurtres sans importance (Little Murders) d'Alan Arkin : le révérend Dupas
- 1971 : Klute d'Alan J. Pakula : le détective John Klute
- 1971 : Johnny s'en va-t-en guerre (Johnny Got his Gun) de Dalton Trumbo : Jésus-Christ
- 1972 : F.T.A. (en), documentaire de Francine Parker : lui-même
- 1973 : Steelyard Blues d'Alan Myerson : Jesse Veldini
- 1973 : Madame Bijoux (en) (Lady Ice) de Tom Gries : Andy Hammon
- 1973 : Ne vous retournez pas (Don't Look Now) de Nicolas Roeg : John Baxter
- 1974 : Alien Thunder de Claude Fournier : le sergent Dan Candy
- 1974 : Les 'S' Pions (SPYS) d'Irvin Kershner : Bruland
- 1975 : Le Jour du fléau (The Day of the Locust) de John Schlesinger : Homer Simpson
- 1975 : Double Jeu (Der Richter und sein Henker) de Maximilian Schell : le cadavre du lieutenant Robert Schmied (non crédité)
- 1975 : 1900 (Novecento) de Bernardo Bertolucci : Attila Mellanchini
- 1976 : Le Casanova de Fellini de Federico Fellini : Giacomo Casanova
- 1976 : L'aigle s'est envolé (The Eagle Has Landed) de John Sturges : Liam Devlin
- 1977 : American College (National Lampoon's Animal House) de John Landis : Dave Jennings
- 1977 : Hamburger film sandwich (The Kentucky Fried Movie) de John Landis : le serveur maladroit (fausse bande-annonce du film Il était une fois Armageddon)
- 1977 : Les Liens de sang de Claude Chabrol : Steve Carella
- 1977 : The Disappearance de Stuart Cooper : Jay Mallory
- 1978 : L'Invasion des profanateurs (Invasion of the Body Snatchers) de Philip Kaufman : Matthew Bennell
- 1978 : La Grande Attaque du train d'or (The First Great Train Robbery) de Michael Crichton : Agar
- 1978 : Meurtre par décret (Murder By Decree) de Bob Clark : Robert Lees
- 1979 : Une Photo de trop (A Man, a Woman and A Bank) de Noel Black : Reese Halperin
- 1979 : Le Secret de la banquise (Bear Island) de Don Sharp : Frank Lansing

### Années 1980
- 1980 : Nothing Personal de George Bloomfield : Roger Keller
- 1980 : Des gens comme les autres (Ordinary People) de Robert Redford : Calvin Jarrett
- 1981 : Gas de Les Rose : Nick the Noz
- 1981 : L'Arme à l'œil (Eye of the Needle) de Richard Marquand : Henry Faber
- 1981 : Threshold de Richard Pearce : le docteur Thomas Vrain
- 1983 : Le Retour de Max Dugan (en) (Max Dugan Returns) de Herbert Ross : Brian Costello
- 1984 : Témoin indésirable (Ordeal by Innocence) de Desmond Davis : le docteur Arthur Calgary
- 1984 : Crackers de Louis Malle : Weslake
- 1985 : Révolution de Hugh Hudson : le sergent-major Peasy
- 1985 : Tutti Frutti (Heaven help us) de Michael Dinner : frère Thadeus
- 1986 : Oviri - Gauguin, le loup dans le soleil de Henning Carlsen : Paul Gauguin
- 1987 : The Trouble with Spies (en) de Burt Kennedy : Appleton Porter
- 1987 : Confession criminelle (The Rosary Murders) de Fred Walton : le père Robert Koesler
- 1988 : L'Apprenti criminel (Apprentice to Murder) de Ralph L. Thomas : John Reese
- 1989 : Le Carrefour des innocents (Lost Angels) de Hugh Hudson : le docteur Charles Loftis
- 1989 : Haute Sécurité (Lock Up) de John Flynn : Drumgoole, le directeur de la prison
- 1989 : Une saison blanche et sèche (A Dry White Season) d'Euzhan Palcy : Ben du Toit

### Années 1990
- 1990 : Docteur Norman Bethune (Bethune: The Making of a Hero) de Phillip Borsos : Norman Bethune
- 1991 : La Chambre de Buster (Buster's Bedroom) de Rebecca Horn : le docteur O'Connor
- 1991 : La Guerre des nerfs (Eminent Domain) de John Irvin : Josef Borski
- 1991 : Backdraft de Ron Howard : Ronald Bartel
- 1991 : Cerro Torre : Le Cri de la roche (Cerro Torre : Schrei aus Stein), de Werner Herzog : Ivan
- 1991 : JFK d'Oliver Stone : Monsieur X
- 1991 : The Railway Station Man de Michael Whyte : Roger Hawthorne
- 1992 : Buffy, tueuse de vampires (Buffy the Vampire Slayer) de Fran Rubel Kuzui : Merrick Jamison-Smythe
- 1992 : Rakuyô de Rou Tomono : John Williams
- 1992 : Agaguk (Shadow of the Wolf) de Jacques Dorfmann : Henderson
- 1993 : Younger and Younger de Percy Adlon : Jonathan Younger
- 1993 : Au bénéfice du doute (Benefit of the Doubt) de Jonathan Heap : Frank
- 1993 : Red Hot de Paul Haggis : Kirov
- 1993 : Punch de Johannes Flütsch et Alan Birkinshaw : Arthur Craman
- 1994 : Six Degrés de séparation (Six Degrees of Separation) de Fred Schepisi : Flan Kittredge
- 1994 : Harcèlement (Disclosure) de Barry Levinson : Bob Garvin
- 1994 : Alerte ! (Outbreak) de Wolfgang Petersen : le géneral Donald McClintock
- 1995 : Les Maîtres du monde (The Puppet Masters) de Stuart Orme : Andrew Nivens
- 1995 : Citizen X de Chris Gerolmo
- 1996 : Le Droit de tuer ? (A Time to Kill) de Joel Schumacher : Lucien Wilbanks
- 1996 : Hollow Point de Sidney J. Furie : Garrett Lawton
- 1997 : Haute Trahison (Shadow Conspiracy) de George Cosmatos : Jacob Conrad
- 1997 : Contrat sur un terroriste (The Assignment) de Christian Duguay : Jack Shaw
- 1998 : Le Témoin du mal (Fallen) de Gregory Hoblit : le lieutenant Stanton
- 1998 : Sans limites de Robert Towne : Bill Bowerman
- 1998 : Free Money d'Yves Simoneau : le juge Rolf Rausenberg
- 1998 : Toscano de Dan Gordon
- 1998 : Virus de John Bruno : le capitaine Robert Everton
- 1999 : Instinct de Jon Turteltaub : Ben Hillard

### Années 2000
- 2000 : Space Cowboys de Clint Eastwood : Jerry O'Neill
- 2000 : L'Art de la guerre (The Art of War) de Christian Duguay : Douglas Thomas
- 2000 : Panic de Henry Bromell : Michael
- 2001 : Big shot's funeral (Da wan) de Xiaogang Feng : Rob Tyler
- 2001 : Final Fantasy : Les Créatures de l'esprit (Final Fantasy, the Spirits Within) de Hironobu Sakaguchi : le docteur Sid (voix)
- 2002 : Fellini, je suis un grand menteur (Federico Fellini, sono un gran bugiardo), documentaire de Damian Pettigrew : lui-même
- 2002 : Sur le chemin de la guerre (Path to War) de John Frankenheimer
- 2003 : Braquage à l'italienne (The Italian Job) de F. Gary Gray : John Bridger
- 2003 : L'Affaire des cinq lunes (Piazza delle cinque lune) de Renzo Martinelli : Rosario Sarracino
- 2003 : Retour à Cold Mountain (Cold Mountain) d'Anthony Minghella : le révérend Monroe
- 2003 : Baltic Storm de Reuben Leder : Lou Aldryn
- 2005 : Aurora Borealis de James C.E. Burke : Ronald Shorter
- 2005 : Des gens impitoyables (Fierce People) de Griffin Dunne : Ogden C. Osborne
- 2005 : The Four Saints de Jean-Pierre Isbouts
- 2005 : American Gun d'Aric Avelino : Carl Wilk
- 2005 : Orgueil et Préjugés (Pride and Prejudice) de Joe Wright : Monsieur Bennet
- 2005 : Lord of War d'Andrew Niccol : le colonel Oliver Southern (voix)
- 2005 : An American Haunting de Courtney Solomon : John Bell
- 2006 : Demande à la poussière (Ask the Dust) de Robert Towne : Hellfrick
- 2006 : Coups d'État (Land of the Blind), de Robert Edwards : John Thorne
- 2006 : Beerfest de Jay Chandrasekhar : Johann von Wolfhouse (non-crédité au générique)
- 2007 : L'Âge des ténèbres de Denys Arcand : dans son propre rôle
- 2007 : À cœur ouvert (Reign Over Me) de Mike Binder : le juge Raines
- 2007 : Puffball de Nicolas Roeg : Lars
- 2008 : L'Amour de l'or (Fool's Gold) d'Andy Tennant : le milliardaire Nigel Honeycutt
- 2009 : Astro Boy de David Bowers : le président Stone (voix)

### Années 2010
- 2010 : The Con Artist de Risa Bramon Garcia : John Kranski
- 2011 : Le Flingueur (The Mechanic) de Simon West : Harry McKenna
- 2011 : L'Aigle de la Neuvième Légion (The Eagle) de Kevin Macdonald : Aquila
- 2011 : Comment tuer son boss ? (Horrible Bosses) de Seth Gordon : Jack Pellit
- 2011 : Jock of the Bushveld (Jock the Hero Dog) de Duncan MacNeillie : le narrateur (voix)
- 2011 : Man on the Train de Mary McGuckian : le professeur
- 2011 : Assassin's Bullet de Isaac Florentine : l'ambassadeur Ashdown
- 2012 : Hunger Games (The Hunger Games) de Gary Ross : le président Coriolanus Snow
- 2012 : Le Cavalier de l'aube (Dawn Rider) de Terry Miles : Cochrane
- 2013 : Jappeloup de Christian Duguay : John Lester
- 2013 : The Best Offer (La migliore offerta) de Giuseppe Tornatore : Billy Whistler
- 2013 : Hunger Games : L'Embrasement de Francis Lawrence : le président Coriolanus Snow
- 2014 : The Calling de Jason Stone : le père Price
- 2014 : Hunger Games : La Révolte, partie 1 de Francis Lawrence : le président Coriolanus Snow
- 2015 : Hunger Games : La Révolte, partie 2 de Francis Lawrence : le président Coriolanus Snow
- 2015 : Forsaken : Retour à Fowler City de Jon Cassar : le révérend Samuel Clayton
- 2016 : Milton's Secret de Barnet Bain : grand-père Howard
- 2017 : L'Échappée belle (The Leisure Seeker) de Paolo Virzì : John Spencer
- 2017 : Basmati Blues de Danny Baron : Gurgon
- 2018 : Measure of a Man de Jim Loach : le docteur Kahn
- 2019 : American Hangman de Wilson Coneybeare : le juge Straight
- 2019 : Backdraft 2 de Gonzalo López-Gallego : Ronald Bartel
- 2019 : The Burnt Orange Heresy de Giuseppe Capotondi : Jerome Debney
- 2019 : Ad Astra de James Gray : Thomas Pruitt

### Années 2020
- 2020 : Alone de Johnny Martin : Edward
- 2022 : Moonfall de Roland Emmerich : Holdenfield
- 2022 : Le Téléphone de M. Harrigan (Mr. Harrigan's Phone) de John Lee Hancock : M. Harrigan
- 2023 : Miranda's Victim de Michelle Danner : le juge Laurance T. Wren
- 2025 : Ozi, la voix de la forêt de Tim Harper : Monsieur Croque-Dent le crocodile (voix)

### Télévision

#### Téléfilms
- 1964 : Hamlet at Elsinore de Philip Saville : Fortinbras
- 1968 : Dernière mission à l'Est (The Sunshine Patriot) de Joseph Sargent : Benedeck
- 1977 : Bethune d'Eric Thill : Norman Bethune
- 1983 : The Winter of Our Discontent de Waris Hussein : Ethan Hawley
- 1992 : Quicksand: No Escape : Murdoch
- 1994 : La Brèche (The Lifeforce Experiment) de Piers Haggard : le professeur « Mac » MacLean
- 1995 : Citizen X de Chris Gerolmo : le colonel Mikhail Fetisov
- 1999 : Behind the Mask de Tom McLoughlin : le docteur Bob Shushan
- 1999 : CSS Hunley, le premier sous-marin (The Hunley) de John Gray : le général Pierre G. T. Beauregard
- 2001 : The Big Heist de Robert Markowitz : James Burke
- 2001 : 1943, l'ultime révolte (Uprising) de Jon Avnet
- 2005 : Trafic d'innocence (Human Trafficking) de Christian Duguay
- 2009 : The Eastmans de Jason Ensler
- 2011 : Moby Dick de Mike Barker
- 2012 : L'Île au trésor (Treasure Island) : Flint
- 2020 : The Undoing : Franklin Renner

#### Séries télévisées
- 1965 : Le Saint (épisode Une belle fin)
- 1966 : Le Saint, épisode La Route de l'évasion (5.14) : John Wood
- 1967 : Chapeau melon et bottes de cuir, épisode Le Dernier des sept
- 1967-1968 : L'Homme à la valise : Keith Earle (2 épisodes)
- 1968 : Les Champions, épisode L'Ombre de la panthère
- 2004 : Frankenstein de Kevin Connor
- 2004 : Salem (Salem's Lot) de Mikael Salomon
- 2006 : Commander in Chief de Rod Lurie (19 épisodes)
- 2007 : Dirty Sexy Money de Craig Wright (23 épisodes)
- 2010 : Les Piliers de la Terre (The Pillars of the Earth) (4 épisodes)
- 2011 : My Life As an Experiment (1 épisode)
- 2013-2016 : Crossing Lines de Edward Allen Bernero
- 2018 : Trust (saison 1) : J. Paul Getty
- 2022 : Swimming with Sharks : Redmond
- 2023 : Lawmen : L'Histoire de Bass Reeves (Lawmen: Bass Reeves) : Isaac Parker

### Clips (apparition)
- 1985 : Cloudbusting avec la chanteuse britannique Kate Bush

### Jeux vidéo
- 1992 : KGB (Conspiracy) : cinématiques dans la version PC CD-ROM du jeu développé par Cryo Interactive. Donald Sutherland incarne le père du héros, un officier soviétique décédé, lui apparaissant et lui donnant des indices en cas de difficultés dans le jeu.

## Distinctions

### Ordres
- Compagnon de l'Ordre du Canada (2019, officier en 1978)
- Commandeur de l'ordre des Arts et des Lettres (France, 2012)

### Prix
- Prix du Gouverneur général pour les arts de la scène en 2000
- Allée des célébrités canadiennes en 2000
- Hollywood Walk of Fame en 2011

### Récompenses
- Golden Globes 1996 : Meilleur acteur dans un second rôle dans une série, une mini-série ou un téléfilm pour Sans limites
- Golden Globes 2003 : Meilleur acteur dans un second rôle dans une série, une mini-série ou un téléfilm pour Sur le chemin de la guerre
- Oscars 2018 : Oscar d'honneur
- Festival international du film de Saint-Sébastien 2019 : prix Donostia, aux côtés de Costa-Gavras et Penélope Cruz.

### Nominations
- BAFTA 1974 :
  - Meilleur acteur pour Steelyard Blues
  - Meilleur acteur pour Ne vous retournez pas
- Golden Globes 1981 : Meilleur acteur dans un film dramatique pour Des gens comme les autres
- Golden Globes 1999 : Meilleur acteur dans un second rôle pour Sans limites
- Golden Globes 2006 :
  - Meilleur acteur dans une mini-série ou un téléfilm pour Trafic d'innocence
  - Meilleur acteur dans un second rôle dans une mini-série ou un téléfilm pour Commander in Chief
- Golden Globes 2008 : Meilleur acteur dans un second rôle dans une mini-série ou un téléfilm pour Dirty Sexy Money
- Golden Globes 2021 : Meilleur acteur dans un second rôle dans une mini-série ou un téléfilm pour The Undoing[10]

## Hommages
En octobre 2023, Postes Canada émet un timbre en son honneur, commémorant la carrière de l'un des acteurs les plus respectés et polyvalents du Canada.

## Voix francophones
En France, Bernard Tiphaine était la voix régulière de Donald Sutherland des années 1990 jusqu'en 2018. Jean-Pierre Moulin, Léon Dony et Jean Amadou l'ont chacun doublé occasionnellement.
Au Québec, Ronald France et Jean-Marie Moncelet ont été les premières voix de l'acteur. Depuis, Vincent Davy leur a succédé. Son fils Rossif Sutherland l'a doublé une fois.